# موريس جوميس
موريس جوميس (بالإيطالية: Maurice Gomis)‏ هو لاعب كرة قدم إيطالي وغيني بيساوي في مركز حراسة المرمى، ولد في 10 نوفمبر 1997 في كونيو في إيطاليا. لعب مع نادي كوكسي.

## وصلات خارجية
- موريس جوميس على موقع قاعدة بيانات كرة القدم.إي يو (الإنجليزية)
- موريس جوميس على موقع ناشيونال فوتبول تيمز (الإنجليزية)
- موريس جوميس على موقع Soccerway.com (الإنجليزية)
- موريس جوميس على موقع عالم كرة القدم.نت (الإنجليزية)